# Copa de las Naciones de la OFC 2016
La Copa de las Naciones de la OFC 2016 fue la décima edición del máximo torneo de fútbol a nivel selecciones de Oceanía. Se disputó en Papúa Nueva Guinea entre el 28 de mayo y el 11 de junio.
Participaron ocho selecciones: Fiyi, Islas Salomón, Nueva Caledonia, Nueva Zelanda, Papúa Nueva Guinea, Tahití, Vanuatu y Samoa, que había sido la ganadora de la fase de clasificación; divididas en dos grupos de cuatro equipos cada uno. Las selecciones papú, neocaledonia, neozelandesa y salomonense avanzaron a semifinales, y como la fase de grupos servía también como segunda ronda de la eliminatoria oceánica al Mundial de 2018, accedieron a la tercera junto con Tahití y Fiyi. Nueva Zelanda se proclamó campeón tras vencer por penales a Papúa Nueva Guinea y clasificó a la Copa FIFA Confederaciones 2017.

## Organización

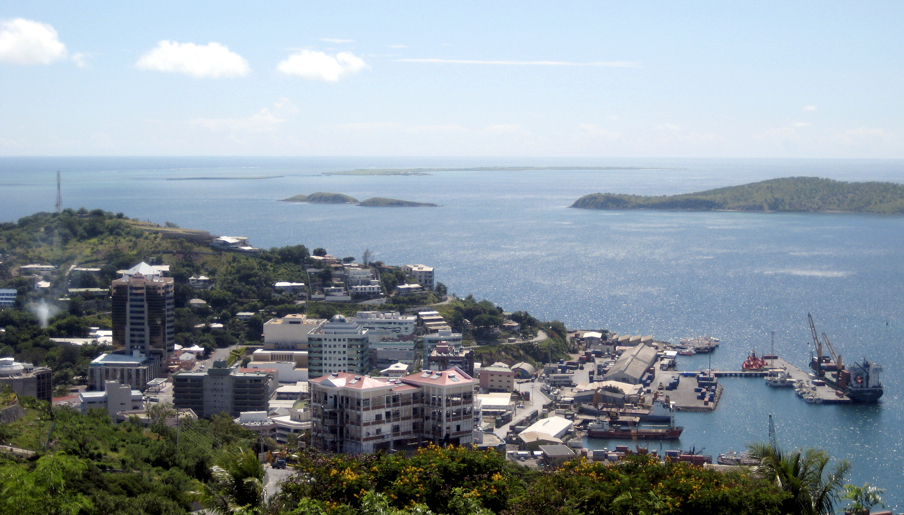
Puerto Moresby fue la ciudad donde se disputaron los 15 partidos del torneo.

### Elección de la sede
En 2014 la Confederación de Fútbol de Oceanía había dispuesto que, como en los campeonatos de 1996 y 2008, este torneo no se disputó en una sede fija. La idea era que la edición en su totalidad funcionara a su vez como eliminatorias oceánicas para la Copa Mundial de Rusia 2018. Así, tanto la fase de grupos como las semifinales y la final serían jugadas a ida y vuelta; y cada selección jugaría la misma cantidad de encuentros tanto dentro como fuera de su territorio. Sin embargo, en 2015 la OFC se decantó por mantener el formato del campeonato 2012, lo que requería de un país organizador. El 16 de octubre el presidente David Chung confirmó que Papúa Nueva Guinea, que había recibido los XV Juegos del Pacífico; había sido la única asociación miembro en presentar una candidatura. Finalmente, el 30 de ese mismo mes, el país fue escogido como sede del evento.

### Sedes
En un principio, se habían escogido al National Football Stadium y al Estadio Sir John Guise, ambos localizados en Puerto Moresby, como sedes del torneo. Sin embargo, finalmente se decidió que el torneo en su totalidad fuera disputado en el Sir John Guise. El recinto cuenta con una capacidad de 15 000 espectadores y fue posteriormente sede también de la Copa Mundial Femenina Sub-20 de 2016, que tuvo lugar en Papúa Nueva Guinea. Fue el estadio principal de los Juegos del Pacífico 2015, en donde tuvieron lugar las ceremonias de apertura y clausura, además de los eventos de atletismo, halterofilia, levantamiento de potencia, rugby league, rugby 7, hockey y voleibol playa. Previamente, su capacidad había sido aumentada luego de que se construyera una nueva tribuna.

### Árbitros
Un total de 10 árbitros y 12 asistentes fueron confirmados por la OFC para el torneo.
| Árbitros oficiales - Ravitesh Behari - Mederic Lacour - Matt Conger - Nick Waldron - Anio Amos - George Time - Norbert Hauata - Kader Zitouni - Robinson Banga - Joel Hopken | Árbitros asistentes - John Pareanga - Ravinesh Kumar - Avinesh Narayan - Bertrand Brial - Mark Rule - Norman Sali - Noah Kusunan - Johnny Niabo - Phillippe Revel - Folio Moeaki - Tevita Makasini - Hilmon Sese |

## Equipos participantes
Como en la edición anterior las selecciones de Fiyi, Islas Salomón, Nueva Caledonia, Nueva Zelanda, Papúa Nueva Guinea, Tahití y Vanuatu clasificaron automáticamente. Para decidir al octavo participante, los cuatro seleccionados de los países más pequeños de la OFC: Islas Cook, Samoa, Samoa Americana y Tonga disputaron una fase de clasificación. La misma tuvo lugar en Nukualofa, capital tongana, entre el 31 de agosto y el 4 de septiembre de 2015 y constó de un sistema de todos contra todos en el que el equipo que más puntos obtuviera sería el único clasificado al evento. La selección samoana se erigió vencedora por superar en diferencia de goles a sus pares de Samoa Americana y las Islas Cook, luego de que los tres conjuntos consiguieran la misma cantidad de unidades. Con esto, los ocho equipos participantes fueron los mismos que en el campeonato de 2012.
| Equipos participantes | Equipos participantes | Equipos participantes | Equipos participantes |
| --------------------- | --------------------- | --------------------- | --------------------- |
| Fiyi                  | Islas Salomón         | Nueva Caledonia       | Nueva Zelanda         |
| Papúa Nueva Guinea    | Samoa                 | Tahití                | Vanuatu               |

### Sorteo
El sorteo del torneo fue parte del de la clasificación para la Copa Mundial de 2018, al ser la fase de grupos equivalente a la segunda fase de la eliminatoria de la OFC. El mismo se llevó a cabo en el Palacio Konstantínovski de San Petersburgo, Rusia el 25 de julio de 2015 y sirvió para determinar también los grupos de las eliminatorias de la CAF, Concacaf, Conmebol y UEFA.
Los ocho equipos participantes fueron separados en dos copas con respecto a su posición en la clasificación mundial de la FIFA: Nueva Zelanda, Nueva Caledonia, Tahití y las Islas Salomón formaron el bombo 1, mientras que Vanuatu, Fiyi, Papúa Nueva Guinea y el eventual ganador de la clasificación, aún no decidido en ese entonces, integraron el bombo 2. La primera selección sorteada del segundo bolillero fue asignada a la cuarta posición del grupo A, la segunda al cuarto lugar del B y las dos restantes a las posiciones tres de ambos grupos. Posteriormente, los equipos del primer bombo fueron sorteados bajo el mismo procedimiento. El grupo A quedó compuesto por los finalistas de la edición 2012, Tahití y Nueva Caledonia, junto con el ganador de clasificación y Papúa Nueva Guinea. El grupo B, por otro parte, quedó integrado por Nueva Zelanda, las Islas Salomón, Fiyi y Vanuatu.
| Bombo 1                                            | Bombo 2                                               |
| -------------------------------------------------- | ----------------------------------------------------- |
| Nueva Zelanda Nueva Caledonia Tahití Islas Salomón | Vanuatu Fiyi Papúa Nueva Guinea Ganador clasificación |

## Resultados

### Primera fase

#### Grupo A
| Pos. | Equipo                 | Pts. | PJ | G | E | P | GF | GC | Dif. | Clasificación                            |
| ---- | ---------------------- | ---- | -- | - | - | - | -- | -- | ---- | ---------------------------------------- |
| 1    | Papúa Nueva Guinea (H) | 5    | 3  | 1 | 2 | 0 | 11 | 3  | +8   | Semifinales y tercera ronda eliminatoria |
| 2    | Nueva Caledonia        | 5    | 3  | 1 | 2 | 0 | 9  | 2  | +7   | Semifinales y tercera ronda eliminatoria |
| 3    | Tahití                 | 5    | 3  | 1 | 2 | 0 | 7  | 3  | +4   | Tercera ronda eliminatoria               |
| 4    | Samoa                  | 0    | 3  | 0 | 0 | 3 | 0  | 19 | −19  |                                          |

 Fuente: FIFA
| 29 de mayo de 2016, 16:00 | Papúa Nueva Guinea | 1:1 (1:0) | Nueva Caledonia | Sir John Guise, Puerto Moresby                        |                                                       |
|                           | Semmy 35'          | Reporte   | Saiko 83'       | Asistencia: 4231 espectadores Árbitro(s): Matt Conger | Asistencia: 4231 espectadores Árbitro(s): Matt Conger |

| 29 de mayo de 2016, 19:00 | Tahití                                        | 4:0 (4:0) | Samoa | Sir John Guise, Puerto Moresby                            |                                                           |
|                           | T. Tehau 2' 6' · Chong Hue 15' · A. Tehau 38' | Reporte   |       | Asistencia: 4720 espectadores Árbitro(s): Ravitesh Behari | Asistencia: 4720 espectadores Árbitro(s): Ravitesh Behari |

| 1 de junio de 2016, 16:00 | Papúa Nueva Guinea | 2:2 (1:0) | Tahití                      | Sir John Guise, Puerto Moresby                         |                                                        |
|                           | Gunemba 45+1' 64'  | Reporte   | A. Tehau 66' · T. Tehau 76' | Asistencia: 1643 espectadores Árbitro(s): Nick Waldron | Asistencia: 1643 espectadores Árbitro(s): Nick Waldron |

| 1 de junio de 2016, 19:00 | Nueva Caledonia                                                                                | 7:0 (4:0) | Samoa | Sir John Guise, Puerto Moresby                           |                                                          |
|                           | Kayara 19' 30' · Nemia 28' · Zeoula 38' (pen.) · Wadriako 53' · Cexome 79' · Dahite 89' (pen.) | Reporte   |       | Asistencia: 2015 espectadores Árbitro(s): Robinson Banga | Asistencia: 2015 espectadores Árbitro(s): Robinson Banga |

| 5 de junio de 2016, 16:00 | Samoa | 0:8 (0:2) | Papúa Nueva Guinea                                                     | Sir John Guise, Puerto Moresby                        |                                                       |
|                           |       | Reporte   | Foster 13' 51' · Gunemba 33' 62' 85' · Dabingyaba 58' 74' · Upaiga 67' | Asistencia: 2678 espectadores Árbitro(s): Joel Hopken | Asistencia: 2678 espectadores Árbitro(s): Joel Hopken |

| 5 de junio de 2016, 19:00 | Tahití         | 1:1 (0:0) | Nueva Caledonia | Sir John Guise, Puerto Moresby                         |                                                        |
|                           | T. Tehau 90+2' | Reporte   | Kaï 80'         | Asistencia: 3158 espectadores Árbitro(s): Nick Waldron | Asistencia: 3158 espectadores Árbitro(s): Nick Waldron |

#### Grupo B
| Pos. | Equipo        | Pts. | PJ | G | E | P | GF | GC | Dif. | Clasificación                            |
| ---- | ------------- | ---- | -- | - | - | - | -- | -- | ---- | ---------------------------------------- |
| 1    | Nueva Zelanda | 0    | 0  | 0 | 0 | 0 | 0  | 0  | 0    | Semifinales y tercera ronda eliminatoria |
| 2    | Islas Salomón | 0    | 0  | 0 | 0 | 0 | 0  | 0  | 0    | Semifinales y tercera ronda eliminatoria |
| 3    | Fiyi          | 0    | 0  | 0 | 0 | 0 | 0  | 0  | 0    | Tercera ronda eliminatoria               |
| 4    | Vanuatu       | 0    | 0  | 0 | 0 | 0 | 0  | 0  | 0    |                                          |

 Fuente: FIFA
| 28 de mayo de 2016, 16:00 | Nueva Zelanda                                  | 3:1 (2:1) | Fiyi                 | Sir John Guise, Puerto Moresby                          |                                                         |
|                           | Tzimopoulos 16' · Fallon 41' · Wood 60' (pen.) | Reporte   | Krishna 45+1' (pen.) | Asistencia: 500 espectadores Árbitro(s): Norbert Hauata | Asistencia: 500 espectadores Árbitro(s): Norbert Hauata |

| 28 de mayo de 2016, 19:00 | Vanuatu | 0:1 (0:1) | Islas Salomón | Sir John Guise, Puerto Moresby                           |                                                          |
|                           |         | Reporte   | Donga 19'     | Asistencia: 1611 espectadores Árbitro(s): Médéric Lacour | Asistencia: 1611 espectadores Árbitro(s): Médéric Lacour |

| 31 de mayo de 2016, 16:00 | Vanuatu | 0:5 (0:5) | Nueva Zelanda                                             | Sir John Guise, Puerto Moresby                     |                                                    |
|                           |         | Reporte   | Wood 4' 5' · McGlinchey 9' · Fallon 19' · Barbarouses 45' | Asistencia: 520 espectadores Árbitro(s): Amos Anio | Asistencia: 520 espectadores Árbitro(s): Amos Anio |

| 31 de mayo de 2016, 19:00 | Islas Salomón | 0:1 (0:0) | Fiyi               | Sir John Guise, Puerto Moresby                         |                                                        |
|                           |               | Reporte   | Krishna 85' (pen.) | Asistencia: 798 espectadores Árbitro(s): Kader Zitouni | Asistencia: 798 espectadores Árbitro(s): Kader Zitouni |

| 4 de junio de 2016, 16:00 | Fiyi                      | 2:3 (0:2) | Vanuatu                                            | Sir John Guise, Puerto Moresby                         |                                                        |
|                           | Kautoga 51' · Krishna 69' | Reporte   | Fred 19' · Masauvakalo 41' · B. Kaltack 74' (pen.) | Asistencia: 900 espectadores Árbitro(s): Kader Zitouni | Asistencia: 900 espectadores Árbitro(s): Kader Zitouni |

| 4 de junio de 2016, 19:00 | Nueva Zelanda | 1:0 (0:0) | Islas Salomón | Sir John Guise, Puerto Moresby                           |                                                          |
|                           | Adams 80'     | Reporte   |               | Asistencia: 1295 espectadores Árbitro(s): Norbert Hauata | Asistencia: 1295 espectadores Árbitro(s): Norbert Hauata |

### Segunda fase
|  | Semifinales     | Semifinales     | Semifinales     |                 |                   | Final             | Final | Final |  |
|  |                 |                 |                 |                 |                   |                   |       |       |  |
|  |                 |                 |                 |                 |                   |                   |       |       |  |
|  | Nueva Zelanda   | Nueva Zelanda   | 1               |                 |                   |                   |       |       |  |
|  | Nueva Zelanda   | Nueva Zelanda   | 1               |                 |                   |                   |       |       |  |
|  | Nueva Caledonia | Nueva Caledonia | 0               |                 |                   |                   |       |       |  |
|  | Nueva Caledonia | Nueva Caledonia | 0               |                 | Nueva Zelanda (p) | Nueva Zelanda (p) | 0 (4) |       |  |
|  |                 |                 |                 |                 | Nueva Zelanda (p) | Nueva Zelanda (p) | 0 (4) |       |  |
|  |                 |                 | Papúa N. Guinea | Papúa N. Guinea | 0 (2)             |                   |       |       |  |
|  | Papúa N. Guinea | Papúa N. Guinea | Papúa N. Guinea | Papúa N. Guinea | 0 (2)             | 2                 |       |       |  |
|  | Papúa N. Guinea | Papúa N. Guinea |                 |                 |                   | 2                 |       |       |  |
|  | Islas Salomón   | Islas Salomón   | 1               |                 |                   |                   |       |       |  |
|  | Islas Salomón   | Islas Salomón   | 1               |                 |                   |                   |       |       |  |
|  |                 |                 |                 |                 |                   |                   |       |       |  |

#### Semifinales
| 8 de junio de 2016, 16:00 | Nueva Zelanda | 1:0 (0:0) | Nueva Caledonia | Sir John Guise, Puerto Moresby                          |                                                         |
|                           | Wood 49'      | Reporte   |                 | Asistencia: 1379 espectadores Árbitro(s): Kader Zitouni | Asistencia: 1379 espectadores Árbitro(s): Kader Zitouni |

| 8 de junio de 2016, 19:30 | Papúa Nueva Guinea          | 2:1 (1:1) | Islas Salomón | Sir John Guise, Puerto Moresby                        |                                                       |
|                           | Foster 38' · Dabingyaba 82' | Reporte   | Molea 40'     | Asistencia: 3548 espectadores Árbitro(s): Matt Conger | Asistencia: 3548 espectadores Árbitro(s): Matt Conger |

#### Final
| 11 de junio de 2016, 16:00 | Nueva Zelanda                                | 0:0 (t. s.)(4:2 p.)        | Papúa Nueva Guinea                | Sir John Guise, Puerto Moresby                             |                                                            |
|                            |                                              | Reporte                    |                                   | Asistencia: 13 000 espectadores Árbitro(s): Norbert Hauata | Asistencia: 13 000 espectadores Árbitro(s): Norbert Hauata |
|                            |                                              | Tiros desde el punto penal |                                   |                                                            |                                                            |
|                            | Fallon · McGlinchey · Dyer · Brockie · Rojas |                            | Upaiga · Semmy · Foster · Gunemba |                                                            |                                                            |

| Bandera de Nueva Zelanda |
| Campeón Nueva Zelanda    |
| 5.º título               |

## Distinciones individuales

### Goleadores
5 goles
- Raymond Gunemba

4 goles
- Chris Wood
- Teaonui Tehau

3 goles
- Roy Krishna
- Nigel Dabinyaba
- Michael Foster

2 goles
- Roy Kayara
- Rory Fallon
- Alvin Tehau

1 gol
- Samuela Kautoga
- Joerisse Cexome
- Brice Dahite
- Bertrand Kaï
- Kevin Nemia
- Jean-Philippe Saïko
- Jean-Brice Wadriako
- César Zeoula
- Luke Adams
- Kosta Barbarouses
- Michael McGlinchey
- Themistoklis Tzimopoulos
- Tommy Semmy
- Koriak Upaiga
- Jerry Donga
- Judd Molea
- Steevy Chong Hue
- Dominique Fred
- Brian Kaltak
- Fenedy Masauvakalo

### Mejor jugador del torneo
| Jugador    | Selección          |
| ---------- | ------------------ |
| David Muta | Papúa Nueva Guinea |

### Guantes de oro
Entregado al mejor arquero de toda la competición.
| Jugador          | Selección     |
| ---------------- | ------------- |
| Stefan Marinovic | Nueva Zelanda |

## Estadísticas

### Clasificación final
| Equipo | Equipo             | Pts | PJ | PG | PE | PP | GF | GC | Dif | Rend  |
| ------ | ------------------ | --- | -- | -- | -- | -- | -- | -- | --- | ----- |
| 1      | Nueva Zelanda      | 13  | 5  | 4  | 1  | 0  | 10 | 1  | 9   | 86,6% |
| 2      | Papúa Nueva Guinea | 9   | 5  | 2  | 3  | 0  | 13 | 4  | 9   | 60%   |
| 3      | Nueva Caledonia    | 5   | 4  | 1  | 2  | 1  | 9  | 3  | 6   | 41,6% |
| 4      | Islas Salomón      | 3   | 4  | 1  | 0  | 3  | 2  | 4  | -2  | 25%   |
| 5      | Tahití             | 5   | 3  | 1  | 2  | 0  | 7  | 3  | 4   | 55,5% |
| 6      | Fiyi               | 3   | 3  | 1  | 0  | 2  | 4  | 6  | -2  | 33,3% |
| 7      | Vanuatu            | 3   | 3  | 1  | 0  | 2  | 3  | 8  | -5  | 33,3% |
| 8      | Samoa              | 0   | 3  | 0  | 0  | 3  | 0  | 19 | -19 | 0%    |